# Chamela
Chamela es un poblado en el estado de Jalisco, en la costa occidental de México. El poblado de Chamela está en el sur de la Bahía de Chamela, sobre la Carretera Federal 200.
A Chamela se le conoce también como Bahía de Islas. Sus islas fueron declaradas un santuario natural protegido por el gobierno Mexicano el 9 de abril de 2001. Es un destino turístico en su mayor parte no desarrollado.
La pista aérea del poblado se localiza a 19° 31.8' N y 105° 4.4' W
El tipo de vegetación en esta zona es la selva baja caducifolia o bien conocido como bosque tropical caducifolia. Este tipo de vegetación se caracteriza por la pérdida de hojas por un período de 5 a 8 meses;generalmente esto se presenta al finalizar la temporada de lluvias. 
Otro tipo de vegetación presente en la "Bahía de Chamela" son los manglares los cuales se desarrollan cerca de la costa.
Una de las instalaciones localizadas en Chamela que más destacan y trascienden a nivel nacional e internacional, es la Estación de Biología Chamela Archivado el 12 de julio de 2020 en Wayback Machine., operada por la UNAM